# Meteorito Gancedo
El meteorito Gancedo es el fragmento más grande conocido de la lluvia de meteoros de Campo del Cielo, extraído de la zona de Gancedo, en la Provincia del Chaco (Argentina). Debe su nombre al municipio en cuyo territorio fuera hallado.
Según los primeros estudios, pesa aproximadamente 30 800 kilogramos, convirtiéndolo en el meteorito más grande hallado en América, y el segundo a nivel mundial. Con su descubrimiento, desplazó en el ranking a su homólogo y vecino, meteorito El Chaco.

## Descubrimiento
Fue encontrado el 10 de septiembre de 2016 por un equipo de exploradores de la Asociación de Astronomía del Chaco en la cercanía de la localidad de Gancedo, en el sudoeste chaqueño.
El hallazgo se produjo en la zona denominada Campo del Cielo, donde hace aproximadamente 4000 años impactó una lluvia de meteoritos metálicos.
Durante la extracción, la napa de agua puso en peligro la recuperación del meteorito. El municipio de Gancedo aportó maquinaria que permitieron la excavación. Por esto el grupo que realizaba la excavación, decidió bautizar el meteorito con el nombre de "Gancedo"
Es la primera vez que un hallazgo de esta magnitud se da gracias a los estudios preliminares de un equipo completamente chaqueño. Con este descubrimiento el Chaco pasa a tener los dos meteoritos más grandes del mundo por debajo del meteorito Hoba, hallado en Namibia, que supera las 66 toneladas.